# Hilarianus rufinus
Hilarianus rufinus är en skalbaggsart som beskrevs av Blanchard 1851. Hilarianus rufinus ingår i släktet Hilarianus och familjen Melolonthidae. Inga underarter finns listade i Catalogue of Life.